# Milorg

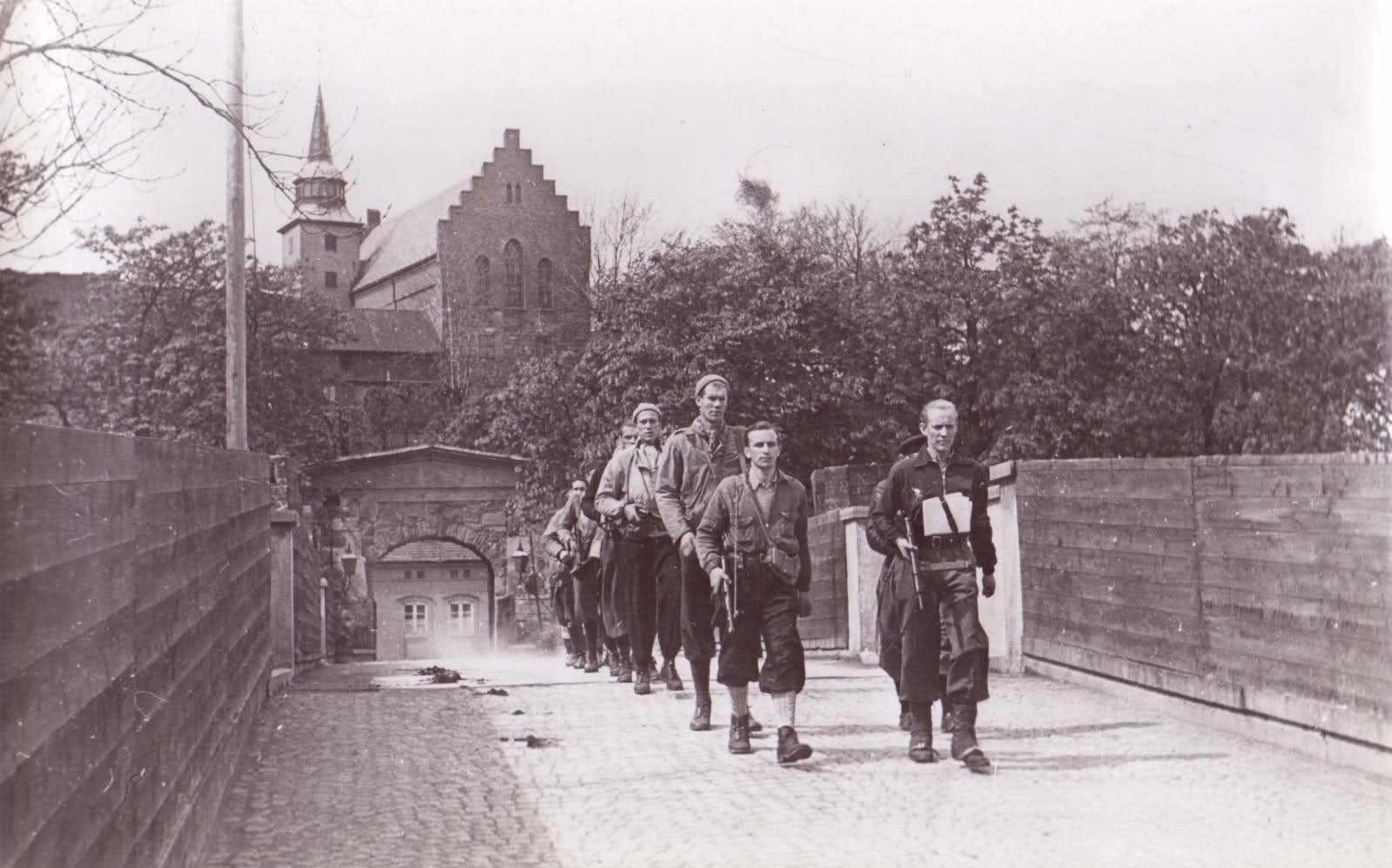
Członkowie Milorga w Twierdzy Akershus 11 maja 1945

Milorg (skrót od Militaer Organisasjonen, pol. Organizacja wojskowa) – norweska konspiracyjna organizacja wojskowa z okresu II wojny światowej

## Historia
Organizacja Milorg została założona z inicjatywy oficerów armii norweskiej (płk dypl. Rogens, płk Hansson, mjr Halsel) we wrześniu 1941 roku po nawiązaniu kontaktu z norweskim rządem emigracyjnym. Organizacja miała ściśle wojskowy charakter, a teren kraju podzielony został na 5 sektorów – okręgów. Na przełomie 1941/1942 roku w skład organizacji wchodziło już około 20 000 ludzi. 
Organizacja ta zajmowała się głównie akcjami sabotażowymi i dywersyjnymi, a od 1943 roku ściśle współdziałała z norweską sekcją SOE, m.in. współdziałała w akcji na zakłady Norsk Hydro.
Organizacja była częścią Frontu Ojczyźnianego (norw. Hjemmefronten), uznając go za kierowniczy ośrodek polityczny norweskiego ruchu oporu.
Dnia 20 listopada 1941 roku organizacja Milorg została uznana przez emigracyjny rząd norweski za część składową Norweskich Sił Zbrojnych, liczyła wtedy około 35 000 żołnierzy.
Zgodnie z dyrektywami rządu organizacja nie podejmowała żadnych większych akcji czynnych w oczekiwaniu na lądowanie wojsk alianckich. Taka akcja została podjęta w nocy z 7 na 8 maja 1945 roku gdy oddziały Milorg zajęły kluczowe stanowiska w całej Norwegii i wespół z wojskami alianckimi przystąpiły do rozbrajania niemieckich wojsk okupacyjnych i norweskich faszystowskich formacji policyjno-wojskowych. 
W końcowym okresie swojej działalności organizacja liczyła około 45 000 żołnierzy.